# Василия
Васѝлия (на гръцки: Bασίλεια; на турски: Karşıyaka) е село в Кипър, окръг Кирения. Според статистическата служба на Северен Кипър през 2011 г. селото има 2091 жители.
Де факто е под контрола на непризнатата Севернокипърска турска република.